# El Cruzado Español
El Cruzado Español fue un periódico carlista español publicado entre 1929 y 1936. Desde 1932 mantuvo una posición de enfrentamiento con la dirección de la Comunión Tradicionalista, ejerciendo la portavocía de un grupo carlista autodenóminado «Núcleo de la Lealtad».
Los cruzadistas, encabezados por el director del periódico Jesús de Cora y Lira, se negaron a aceptar un posible acuerdo con Alfonso XIII, exiliado de España tras la proclamación de la Segunda República, y abogaron por la sucesión de Carlos Pío de Habsburgo mediante una interpretación de la ley semisálica, según la cual consideraban que los derechos a la corona de España debían recaer en el hijo de Blanca de Borbón y Borbón-Parma, hija de Carlos VII, último monarca reinante según los carlistas. Esta corriente sería posteriormente conocida como carloctavismo.

## Historia
El periódico nació en 1929 como órgano del partido jaimista en Castilla la Nueva, fundado por el jefe regional Lorenzo Sáenz y Fernández Cortina, quien había inaugurado al mismo tiempo un nuevo círculo jaimista en la capital de España. Su primer director fue Guillermo Arsenio de Izaga, que había sido el último director del diario El Correo Español.
Editado a ocho páginas y cuatro columnas, comenzó apareciendo los viernes, e incluía una sección denominada precisamente El correo español, con un resumen semanal de la «vida católico-monárquica» (carlista). En su primer número insertó una carta de agradecimiento del pretendiente Jaime de Borbón y Borbón-Parma, al que el periódico saludaba con un «Viva el Caudillo». El semanario se dedicaría continuamente a recordar las «glorias» carlistas a través de secciones como «Efemérides y personajes de la tradición», «Calendario legitimista», y «Los héroes de la lealtad», que incluía breves biografías de los dirigentes carlistas históricos. También publicaba fotograbados y publicidad comercial. Entre los colaboradores del semanario se contaban numerosos tradicionalistas de toda España, entre ellos, la escritora Dolores de Gortázar.
En el plano político, El Cruzado Español censuró los errores de la dictadura de Primo de Rivera, que había perseguido y mermado el jaimismo, pero reconoció también sus aciertos y el anhelo patriótico del dictador, descubriéndose respetuoso ante la noticia de su fallecimiento en París en marzo de 1930. El periódico destacó por la defensa del regionalismo, reivindicando con frecuencia su primer director, el vizcaíno Izaga, los fueros vasco-navarros.
Tras la muerte prematura de Don Jaime sin descendencia, le sucedió en la jefatura del carlismo su tío Alfonso Carlos de Borbón, también sin hijos, por lo que la dinastía legitimista quedaba sin sucesor directo por vía masculina, de acuerdo con la ley sucesoria de 1713 (conocida como ley sálica), que los carlistas consideraban en vigor.
El Cruzado Español planteó entonces el problema de la sucesión. En febrero de 1932 envió a don Alfonso Carlos una representación en la que le pedían que hiciese una declaración de sucesión descartando a la dinastía alfonsina «usurpadora». Don Alfonso Carlos contestó diciendo que el sucesor a la corona de España debía ser el que estableciese la ley y les advirtió que permaneciesen en la disciplina de la Comunión Tradicionalista. 
A principios de 1932 los cruzadistas se mostraron también molestos por el hecho de que la nueva Junta Suprema de la Comunión fuese compuesta por antiguos mellistas e integristas, a quienes suponían afines a la sucesión alfonsina. No obstante, el periódico había manifestado que, si reconocían a la dinastía, integristas y mellistas podían unirse al jaimismo, porque «eran ramas de un mismo tronco, del frondoso árbol de la Tradición», reconociendo que sus anteriores diferencias se reducían meramente a la cuestión dinástica. J. de Arco (pseudónimo del segundo director, Jesús de Cora y Lira), llegaría a decir al respecto: «Esa unión nos parecía bendita, y abrimos los brazos y el corazón a todos». Sus discrepancias con la nueva Junta Suprema Tradicionalista se debieron al estrecho acercamiento a los alfonsinos, con quienes El Cruzado Español no aceptaba unión alguna, admitiendo meramente pactos electorales pasajeros en los que no quedasen confundidas ambas causas. A principios de 1932 el cruzadista Lorenzo Sáenz dimitió de la Junta Nacional y de la jefatura regional del partido.
En las columnas de El Cruzado Español —que se consideraba heredero de El Correo Español, desaparecido diez años antes— se dijo en mayo de 1932 que era preciso recordar que, en el pasado, el diario integrista El Siglo Futuro, bajo la dirección de Ramón Nocedal, había «ultrajado a Carlos VII, desconocido a Jaime I y denostado al periódico oficioso de ambos», por lo que tenía que reconocer sus errores, especialmente si El Siglo Futuro debía considerarse el nuevo «órgano de la Comunión».
El 16 de julio de 1932, don Alfonso Carlos dirigió un manifiesto a los tradicionalistas de España, en el que afirmaba:

Parte de un grupo de Tradicionalistas exigía que yo nombrase mi sucesor. En cuanto a esto, declaro que no tengo el menor derecho a designarle, así como no lo tienen tampoco aquellas personas o aquellos periódicos que se empeñan en escogerle, obrando como para elegir a un presidente de república. Deberá suceder en mis derechos aquel a quien corresponda la legitimidad, según la Ley Sálica, y acepte nuestros principios fundamentales, jurando los fueros regionales.

Por su reiterada rebeldía, en octubre de 1932 don Alfonso Carlos declaró al periódico expulsado de la Comunión Tradicionalista.
El periódico dedicó elogios a los gobiernos de Mussolini y Hitler y simpatizó con el fascismo. Según Jesús Evaristo Casariego, la afinidad entre los tradicionalistas de El Cruzado Español y los jonsistas (que representaban el primer fascismo español) era tal, que los principales dirigentes de ambas formaciones se reunían en el café del Norte, donde corregían las pruebas de El Cruzado Español y la revista JONS y se comentaban los artículos de ambas publicaciones.
Entre 1958 y 1981 se publicaría en Barcelona una nueva publicación titulada El Cruzado Español, de periodicidad quincenal y defensora del catolicismo integrista, que estuvo dirigida por José Oriol Cuffí Canadell.

## Directores
- Guillermo Arsenio de Izaga (1929-1932)
- Jesús de Cora y Lira (1932-?)
- Bruno Ramos Martínez (?-1936)